# ミクロネシア連邦短期大学
ミクロネシア連邦短期大学（ミクロネシアれんぽうたんきだいがく、英語: College of Micronesia-FSM（Federated States of Micronesia）、略称：COM-FSM）とは、ミクロネシア連邦にある短期大学である。

## 概要
ミクロネシア連邦にある高等教育機関であり、6つのキャンパスを持つ。

## キャンパス
- National Campus（ポンペイ州・ポンペイ島・パリキール）
- Kosrae Campus（コスラエ州・トフォール（英語版））
- CTEC Campus（ポンペイ州・コロニア (ポンペイ州)）
- Chuuk Campus（チューク州・ウェノ）
- Yap Campus（ヤップ州・コロニア (ヤップ州)）
- FSM-FMI Campus（ヤップ州・コロニア (ヤップ州)）

## プログラム
- Business Administration Division
- Languages and Literature Division
- Social Science Division

## 日本における協定校
- 麗澤大学
- 上智大学
- 上智大学短期大学部
- 愛知江南短期大学
- 琉球大学